# Louis J. Lefkowitz

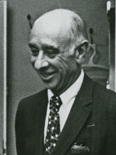
Louis J. Lefkowitz (1972)

Louis J. Lefkowitz (* 3. Juli 1904 in New York City; † 20. Juni 1996 ebenda) war ein US-amerikanischer Jurist und Politiker (Republikanische Partei). Er war von 1957 bis 1978 Attorney General des Staats New York.

## Privatleben
Louis J. Lefkowitz, Sohn von Mollie Isaacs und Samuel Lefkowitz, wurde 1904 in Manhattan geboren. Er hatte zwei Geschwister, einen Bruder namens Leo und eine Schwester namens Helen. Seine Jugend war vom Ersten Weltkrieg überschattet. Nach der High School arbeitete er zunächst als Assistent in einer Anwaltskanzlei. Berufsbegleitend studierte er von 1922 bis 1925 Jura an der Fordham Law School, nach dem Erhalt seiner Zulassung begann er als Anwalt zu praktizieren. Am 14. Juni 1931 heiratete er Helen Schwimmer (1908–1986). Das Paar hatte einen Sohn namens Stephen und eine Tochter namens Joan.

## Politische Laufbahn
Lefkowitz saß 1928, 1929 und 1930 für den 6. Bezirk (New York County) in der New York State Assembly. Seine Amtszeit war von der Weltwirtschaftskrise überschattet. 1935 wurde er Municipal Judge. Die New York State Legislature wählte ihn 1957 zum Attorney General von New York, um die Vakanz zu füllen, die durch den Rücktritt von Jacob K. Javits entstand. Javits wurde zuvor in den US-Senat gewählt. Bei den Wahlen im Jahr 1958 wurde Lefkowitz für eine volle Amtszeit zum Attorney General von New York gewählt und 1962, 1966, 1970 sowie 1974 wiedergewählt. Er bekleidete den Posten 22 Jahre lang, die längste Amtszeit seitdem das Amt im Jahr 1777 geschaffen wurde.
1961 trat er als republikanischer Kandidat für den Posten als Bürgermeister von New York City an, erlitt aber eine Niederlage gegenüber dem Demokraten Robert F. Wagner junior.
Lefkowitz nahm 1944, 1948, 1960 und 1964 als Delegierter an den Republican National Conventions teil und 1956 als Ersatzmann (alternate delegate) an der Republican National Convention. Er galt als gemäßigter oder sogar liberaler Republikaner. In diesem Zusammenhang gehörte er der Fraktion von Thomas E. Dewey und Nelson Rockefeller in der New York Republican Party an.
Lefkowitz verstarb 1996 an der Parkinson-Krankheit bei sich zuhause in Manhattan.

## Ehrungen

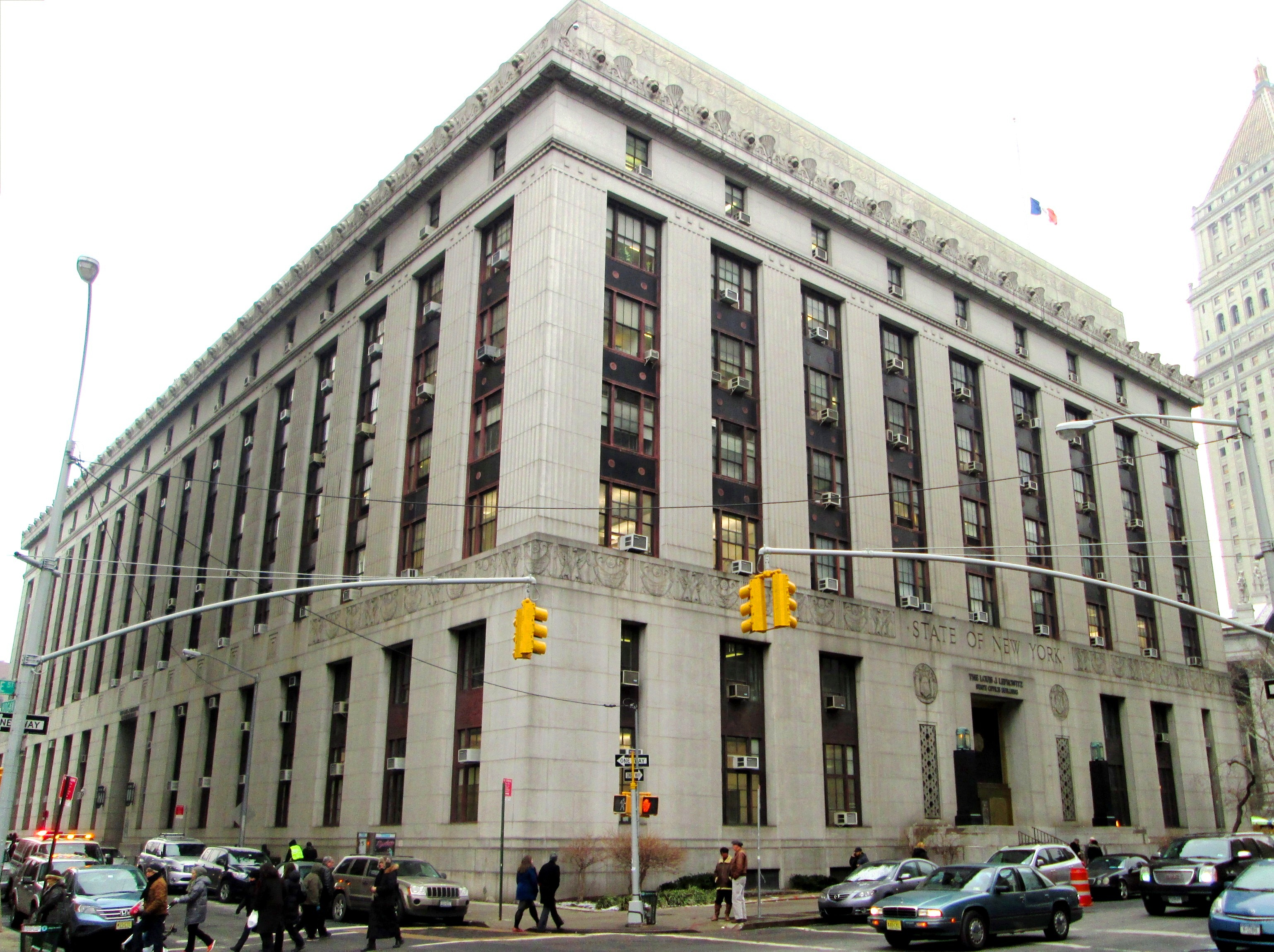
Louis J. Lefkowitz State Office Building an der 80 Centre Street, Manhattan

Das Louis J. Lefkowitz State Office Building an der 80 Centre Street im Civic Center Distrikt von Manhattan wurde nach ihm zu Ehren benannt.